# Blingijati
Blingijati is een bestuurslaag in het regentschap Pati van de provincie Midden-Java, Indonesië. Blingijati telt 1087 inwoners (volkstelling 2010).